# Скарлетт (певица)
Scarlett la Queen — американская (ранее — российская) певица и актриса, до 2020 года выступавшая под псевдонимами О́скар и Шамиль.

## Биография

### Ранние годы
Шамиль Малкандуев родился в семье военного в городе Нальчик (республика Кабардино-Балкария). По национальности балкарец. С 7 до 12 лет вместе с семьёй проживал в Якутии, затем вернулся в Нальчик, где после школы окончил юридический факультет Кабардино-Балкарского государственного университета имени Бербекова. В конце 1990-х годов переехал в Москву, чтобы заниматься музыкой. Первое время жил в съёмной квартире. На фестивале в Нальчике познакомился с основателем группы «Мёртвые дельфины» Артуром Ацаламовым, который впоследствии написал для него несколько песен, в том числе хиты «Бег по острию ножа», «Паноптикум» и «Мажь вазелином».

### Сотрудничество с Сергеем Изотовым
В Москве Малкандуев выступал в клубах. В одном из них познакомился с продюсером Сергеем Изотовым, в сотрудничестве с которым начал свою карьеру певца. Пик популярности пришёлся на 2000—2003 годы. Продюсер создал легенду для Малкандуева, по которой он якобы попал под завал в горах, провел несколько лет в коме и потом запел.
В 2003 году рассорился с продюсером и потерял права на сценический псевдоним Оскар и исполнение некоторых своих песен. По некоторым данным, причиной тому стала песня «Не надо», в которой Малкандуев выступал против войны в Чечне. На песню был снят клип, состоящий из видеозаписей военной хроники времён Чеченской войны и теракта на «Норд-Осте», который транслировался короткое время на телеканале «MTV Россия».

### В США
Некоторое время после прекращения сотрудничества с Изотовым выступал под именем Шамиль в России, затем в 2003 году переехал в Нью-Йорк, где учился в киношколе, организовал музыкальный проект «The Oskar & Psycholovers», снял клип на песню «Lucky Number», который транслировался на музыкальных каналах США. В Америке выпустил англоязычный альбом Fantasies of a Rockstar и появился в нескольких популярных телешоу (America’s Got Talent, Fearless Music). Вернулся в Россию в конце 2008 года.

### Возвращение в Россию
На ежегодной премии Night Life Awards в 2010 году Малкандуев представил русскоязычный сингл «Гагарин», созданный совместно с Андреем Ивановым (участником музыкального проекта Triplex).
11 июня 2013 года в Москве Шамиль Малкандуев был избит и ограблен. В подземном переходе на него напали двое людей. Один из них ударил Малкандуева кулаком в лицо. Он упал и потерял сознание, у него был диагностирован перелом челюсти. Когда Малкандуев очнулся, то обнаружил пропажу телефона и iPad. Были задержаны двое нападавших — 21- и 22-летние уроженцы Кыргызстана, которые приехали в Москву на заработки за полтора месяца до случившегося.

### Трансгендерный переход
В январе 2020 года совершила каминг-аут как трансгендерная женщина. Новое имя — Скарлетт (англ. Scarlett la Queen).
Живёт и работает в США, выпускает песни, клипы, принимает участие в телевизионных программах, выступает с концертами и шоу-программами.
В сентябре 2024 года стало известно, что певица стала бездомной, но периодически даёт интервью малоизвестным блогерам, которые угощают её едой и выпивкой.
В марте 2025 года издание Mash сообщило, что артистка зарабатывает себе на жизнь, занимаясь уличной проституцией и по-прежнему живёт на улице, не пользуется выделяемым ей государством пособием, а также отказывается от помощи поклонников.

## Личная жизнь
В программе «Пусть говорят» (эфир от 4 июля 2013) сообщил, что исповедует ислам и периодически читает Коран.
В 2003 году в интервью для «Аргументы и факты» назвал себя бисексуальным человеком.

## Дискография
Оскар:
| 2000 — «Бег по острию ножа» |
| --- |
| 1. Бег по острию ножа 2. Между мной и тобой 3. Волки 4. Мажь вазелином 5. Смех или плач 6. Порошок 7. Битое стекло 8. Розовые девочки 9. Паноптикум 10. Хей |

| 2001 — «Оскар II» |
| --- |
| 1. Детка 2. Ветер (Remix Ю. Усачев) 3. Волки (Remix Pasta) 4. Паноптикум (Triplex houseworks vocal mix) 5. Порошок (Remix Shuri) 6. Волки (Remix Арсентьев) 7. Смех или плач (Remix Андрей КАВ) 8. Ветер (Remix Примат) 9. Смех или плач (Remix Примат) 10. Хей (Remix Scaner) 11. Вазелин (Remix С. Фисун) 12. Бег (Remix Том Хаос) 13. Бонус-трек (Remix С. Фисун) |

| 2001 — «Последний альбом» |
| --- |
| 1. Война (другое название — Сквозь меня) 2. 5-й угол 3. Где меня… 4. Освобождай 5. Снова и снова 6. Крылья 7. Душа (другое название — Непонятная душа) 8. Детка 9. Волки (Remix Pasta) 10. Ветер (Remix Примат) 11. Вазелин (Remix Фисун) |

Шамиль:
| 2005 — «О’скар убит — Шамиль задержан (Анализируй это!)» |
| --- |
| 1. Информация о данном альбоме не найдена, возможно он является пиратским сборником. Вы можете улучшить статью добавив сюда список песен входящих в данный альбом. |

The Oskar & Psycholovers:
| 2005 — «Make love to America (Talking To God)» |
| --- |
| 1. Talking to god 2. Make love to america 3. Caliente 4. Go go boy 5. How to find (bin laden feat skru) 6. Стоп джихад! 7. Мой малыш 8. Я хочу быть 9. Ветер 10. Пойдем гулять |

| 2009 — «Fantasies of a Rockstar» |
| --- |
| 1. Lucky number 2. Ah ah fantasy 3. Psycholover 4. It has been too much of love 5. Caliente 6. I wanna do you 7. Crying game 8. Go go boy 9. Love for free 10. Fuck with a DJ 11. Unconitional 12. Make love to america |

Scarlett la Queen:
| 2020 — «Полюби» |
| --- |
| 1. Бесконечность 2. О тебе 3. Ночное такси 4. Я больше чем секс 5. Ночь шептала 6. Будь собой всегда 7. Barbie doLl 8. Полюби 9. Гагарин 10. I love you |

## Клипы
- 1999 — Паноптикум на YouTube
- 1999 — Мажь вазелином на YouTube
- 1999 — Бег по острию ножа на YouTube
- 2000 — Между мной и тобой на YouTube
- 2002 — Не надо (Джихад) на YouTube
- 2003 — Я хочу быть на YouTube
- 2007 — Lucky Number на YouTube
- 2011 — О тебе на YouTube
- 2012 — Будь собой всегда на YouTube
- 2015 — No No No Yes Yes Yes на YouTube
- 2016 — Бесконечность на YouTube